# インベストール
インベストール（スウェーデン語: Investor AB）とは、スウェーデン、ストックホルムに本社を置く投資会社。スウェーデンの財閥一族であるヴァレンベリ家により設立され、現在もFoundation Asset Management ABを通じ、ヴァレンベリ家のコントロールを受けている。ナスダック・ストックホルム上場企業。

## 沿革
1916年10月、スウェーデンでの法律改正により、銀行が企業の株式を長期間保有し続けることが困難となったため、ヴァレンベリ家のコントロールするStockholm Enskilda Banken（SEB、現在のスカンジナビスカ・エンスキルダ・バンケン）から、投資企業としてスピンオフさせる形で設立された。
当初からAtlas Diesel（現在のアトラスコプコ）やスカニアに投資を行い、1924年にAstra（現在のアストラゼネカ）への投資を開始した。1932年に世界のマッチ王と称されたイーヴァル・クルーガーの影響力が消滅すると、その中心企業であったスウェーデン・マッチ(Swedish Match)、エリクソン、SKFに次々に投資、主要株主となった。
インベストールのCEOはSEBの出身者が占め続ける中、1956年にエレクトロラックスへの投資を開始、1970年代にはスウェーデンの製紙大手4社を投資対象に加えた。1980年代に入り、ストックホルム証券取引所の運営企業であるOM（後のOMX）が設立されるとその主要株主となった。
1990年代にストラ・エンソが設立されると投資対象とし、2010年代に入り、ABBグループ、ハスクバーナ、SAABやアメリカ合衆国のNasdaq Inc.への投資を強化、メンリッケヘルスケア（Mölnlycke Health Care）の9割以上の株を保有し、2012年にフィンランドのバルチラに投資を開始した。
1994年に未公開株を対象とする部門のEQTをアメリカの投資ファンドと共同で設立、同社は2019年9月株式公開企業となったが、現在に至るまで同社の最大株主となっている。

## 主な投資企業
- ABBグループ
- アストラゼネカ
- アトラスコプコ
- エピロック
- エリクソン
- エレクトロラックス
- EQT
- ハスクバーナ
- Nasdaq Inc.（英語版）
- SAAB
- スカンジナビスカ・エンスキルダ・バンケン
- スウェディッシュ・オーファン・バイオビトラム
- バルチラ